# Shine -未来へかざす火のように-
『Shine -未来へかざす火のように-』（シャイン みらいへかざすひのように）は、平原綾香の31枚目のシングル。2013年11月13日に、NAYUTAWAVE RECORDSから発売された。

## 解説
シングルとしては前作『翼』より、約4か月での発売となる。
本作はゲーム『信長の野望・創造』のテーマソングとしてのタイアップがついており、この曲は『信長の野望』シリーズでお馴染みとなっている「Overture 〜信長の野望〜」をモチーフにして制作された楽曲となっており、原曲にあるホーンの演奏を圧倒させるような歌声によって紡ぎ出されたアカペラコーラスを重ね合わせて表現させたものに、平原自身がゲームのテーマから着想して新たに作った新たなメロディーを付け足して展開させたのだと言う。

## 収録曲
1. Shine -未来へかざす火のように-
作詞：松井五郎 / 作曲：平原綾香、菅野よう子 / 編曲：坂本昌之
2. MADE OF STARS
作詞：aika、平原綾香、Nicolas Farmakalidis / 作曲・編曲：Nicolas Farmakalidis
3. Shine -未来へかざす火のように- (instrumental)
4. MADE OF STARS (instrumental)

## 楽曲の収録アルバム
Shine -未来へかざす火のように-
- 『What I am』
- 『15th Anniversary All Singles Collection』

MADE OF STARS
- 『What I am』